# 加里森·凯勒尔

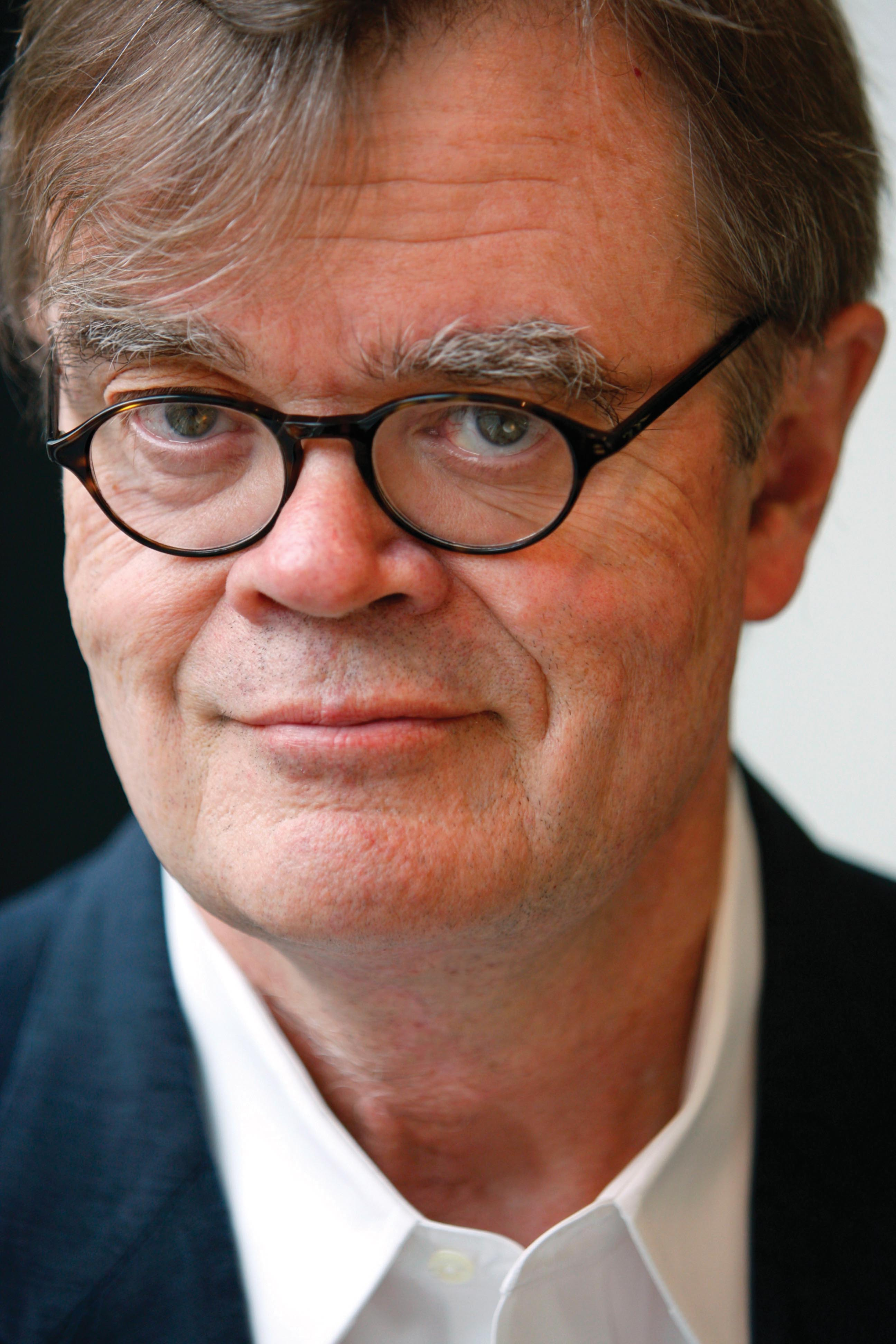
加里森·凯勒尔

加里森·凯勒尔（1942年8月7日—）是美国作家、歌手、配音演员和电台名人。
他生于阿诺卡，他的父亲是一名木匠和邮政員工 ，有英格蘭人血统；加里森·凯勒尔的祖父来自金斯顿。 他的外祖父母是来自格拉斯哥的苏格兰移民。 凯勒爾於1966年获得明尼苏达大学英语学士学位。 在大学期间，他就成為学生运营的广播电台的播音員。
他曾獲得過皮博迪獎。 